# タユタマ2 -you're the only one-
『タユタマ2 -you're the only one-』（タユタマ2 ユーアー ザ オンリー ワン）は、Lump of Sugarより2016年9月23日に発売されたアダルトゲーム。前作『タユタマ -Kiss on my Deity-』から50年後が舞台となっている。前作の主人公である裕理が不老不死になったという設定が反映されており、ヒロイン達も神通力で長寿になったため前作とほとんど変わらない容姿で出演している。2017年4月28日には、ファンディスク『タユタマ2 -After Stories-』が発売された。
2018年9月27日にエンターグラムよりPlayStation 4及びPlayStation Vita版が発売された。

## 登場人物
担当声優はPC版 / PS4版・PS Vita版の順に表記。

### 主人公
草壁 空（くさかべ そら）
声 - おおしたこうた（After Stories）
学年：2年（you're the only one）→3年（After Stories、菜乃ルート後では休学扱い） 身
本作の主人公。
泉戸 裕理（みと ゆうり）
声 - ジリメス（After Stories）
前作及びましろ編の主人公。

### メインヒロイン
泉戸 こはく（みと こはく）
声 - 夏和小 / 藤田茜
学年：1年（you're the only one）→2年（After Stories）
裕理とましろの娘。
西条 緋文（さいじょう ひふみ）
声 - 花園めい / 石上静香
学年：2年（you're the only one）→3年（After Stories）
湯ノ花 菜乃（ゆのはな なの）
声 - 稀咲未海 / 佐々木未来
学年：2年（you're the only one）→3年（After Stories、菜乃ルート後では休学扱い）
泉戸 ましろ（みと ましろ）
声 - 松田理沙 / 力丸乃りこ
前作のメインヒロイン。太転依・綺久羅美守毘売（きくらみかみのひめ）の化成した姿。

### サブキャラクター
河合 アメリ（かわい アメリ）
声 - 花野香 / 下田麻美
身長：159cm 誕生日：8月9日 血液型：B型
前作のヒロインの一人。裕理の幼馴染で、大手企業グループ・河合ホールディングズの会長。鷹千帆学院学院長。
小鳥遊 ゆみな（たかなし ゆみな）
声 - 青戸由羽 / 水橋かおり
前作のヒロインの一人。裕理の年下の幼馴染。矢古民町で婦人警官をしている。
如月 美冬（きさらぎ みふゆ）
声 - 三咲里奈 / 伊藤静
前作のヒロインの一人。
月島 長介（つきしま ちょうすけ）
声 - 小池竹蔵 / 荻原秀樹
空のクラスメイト。
龍子（たつこ）
声 - なかせひな / 同左
菜乃と暮らしている太転依。応龍の眷属である水棲の太転依でかなりの力を持っている。性格は応龍そっくりと言われる。
西条 穣一郎（さいじょう じょういちろう）
声 - 對馬芳哲 / 同左
緋文の父だが、血の繋がりはない。
緑川 モモ（みどりかわ もも）
声 - さくらなの / 小山さくら
学年：2年（After Stories）
当初は言葉も話せず、人の姿をとることも出来なかったが、空と出会ってから急激に成長し、数日で少女の姿をとれるようになり、鷹千帆学院に通えるようになった。『After Stories』ではメインヒロインに昇格する。
鵺（ぬえ）
声 - 明里芽依
『After Stories』のみの登場。本作では矢古民町の人太祭でローカルアイドルを売り出す企画のプロデューサーとして、敏腕を振るうことになる。

## 用語
鷹千帆市矢古民町（たかちほしやこたみちょう）
元々は山間のしなびた町だったが、全国でも有数の神気の集束地であったことに注目した泉戸裕理・ましろ夫妻により八衢神社が建立され、町に結界を張って神気の流れを安定させたことにより急速に発展していった。
鷹千帆学院（たかちほがくいん）
空やヒロイン達の通う私立校。元々校舎は美術館として使われていたが、矢古民町に結界が張られ、地方からの移住の受け入れによる人口増加の結果設立された。生徒数は約800人だが、その中には太転依から人間に化成した生徒や、神通力で人の姿をとった生徒も多い。
八衢神社（やちまたじんじゃ）
前作では綺久羅美守毘売をまつる神社だったが、現在は太転依そのものをまつる神社として、全国各地に分社が作られている。
龍神沼（りゅうじんぬま）
矢古民町の南東の二子山の山中にある沼。
人太祭（じんたいさい）
矢古民町で行われる人と太転依の共存感謝祭。元は小さなバザーだったが、穣一郎と鵺が町全体に規模を拡大させた。
太転依保護施設（たゆたいほごしせつ）
人と太転依の共存社会に馴染めない太転依を保護する施設で、菜乃が責任者を務める。元々、共存社会に馴染めない太転依が数多く住み着いていた場所に設立された。

## 制作スタッフ
- 原画 - 萌木原ふみたけ、奏ナコト（After Storiesのみ）
- シナリオ - 沖田露集
- 制作 - Lump of Sugar

## 主題歌

### you're the only one
オープニングテーマ「Amazing sky」
作詞・作曲・編曲 - 水野大輔 / 歌 - Kicco
泉戸こはく 挿入歌「春色の奇跡」
作詞・作曲・編曲 - 水野大輔 / 歌 - Kicco
西条緋文 挿入歌「魔法の言葉」
作詞・作曲・編曲 - 水野大輔 / 歌 - Kicco
湯ノ花菜乃 挿入歌「涙の向こう」
作詞・作曲・編曲 - 水野大輔 / 歌 - Kicco
泉戸ましろ 挿入歌「永久の桜」
作詞・作曲・編曲 - 水野大輔 / 歌 - Kicco
エンディングテーマ「終わらない煌めきを」
作詞・作曲・編曲 - 水野大輔 / 歌 - Kicco
主題歌全曲を収録したヴォーカルソングミニアルバムが、2016年6月24日にMoe Mix Labelより発売された。

### After Stories
オープニングテーマ「ミラクル☆フィールフリー」
作詞・作曲・編曲 - 水野大輔 / 歌 - Kicco

## 反響

### 売り上げ
アダルトゲーム専門誌『BugBug』の月刊セールスランキングで2位、Getchu.comの月間セールスランキングで2位、Getchu.comの年間セールスランキングで12位を獲得した。
PlayStation Vita版は2018年9月24日～30日の累計販売数が1,373本である。

### 批評
『BugBug』2016年12月号に本作のレビューが掲載されている。レビュアーの「黒い白馬」は、こはくのキャラクターデザインが一番気に入ったとし、シナリオ面でもこはくルートは異人種との共存という作品のテーマを最も反映した内容になっていたと述べている。エッチシーンはストーリー重視の作品にしては多めに用意されているといい、一部のシーンは実用性もあったと述べている。